# مديرية القوى العاملة (الجيش الإسرائيلي)

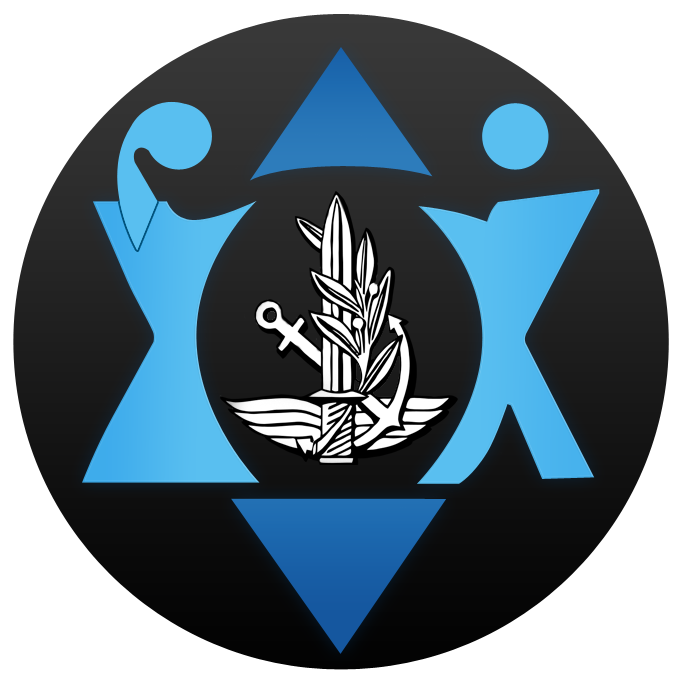

مديرية القوى العاملة الاسرائيلية ((بالعبرية: אגף כוח אדם‏)، أجاف كواخ آدم، اختصارًااكا)، المعروف أيضا باسم مديرية الموظفين والذي كان يسمى سابقًا مديرية الموارد البشرية، هو هيئة بالجيش الاسرائيلي لتنسيق وتجميع الأنشطة المتصلة السيطرة على الموارد البشرية وموقعها، ويضع خططًا لهذه المعايير وفقًا لمعايير شعبة التخطيط ، ويخضع لظروف الخدمة للأفراد.

## الوحدات
لدى مديرية القوى العاملة سبعة وحدات رئيسية ووحدات على مستوى الألوية تابعة لها مباشرة، بالإضافة إلى وحدات ووحدات فرعية متعددة على مستوى الكتيبة. المرؤوسون الستة الرئيسيون هم:
- فيلق الشرطة العسكرية
- فيلق التعليم والشباب
- الفيلق المعاون
- مستشارة شؤون المرأة
- الفيلق العام وقطاع الموظفين
- اللواء التخطيط ومديرية القوى العاملة
  - Meitav
- مديرية إدارة الموارد البشرية وقطاع الأفراد

## القادة
فيما يلي القادة التاريخيون للمديرية، كل منهم انتهى من واجباته برتبة ألوف، على الرغم من أن بعض تولى المنصب برتبة أقل. يشمل قائد الهاغاناه قبل الجيش الإسرائيلي موشيه زادوك.
- موشيه صادوق (مايو 1947 - 1949)
- شمعون مزاح (1949 - ديسمبر 1952)
- تسفي تسور (ديسمبر 1952 - فبراير 1956)
- جدعون شوكين (فبراير 1956 - أبريل 1961)
- أهارون دورون (أبريل 1961- يوليو 1963)
- حاييم بن داود (يوليو 1963 - يوليو 1966)
- شموئيل إيال (يوليو 1966 - 1970)
- شلومو لاهات (1970-1973)
- هرتزل شابير (1973 - نيسان 1974)
- موشيه جيدرون (أبريل 1974 - 1976)
- رافائيل فاردي (1976-1978)
- موشيه ناتيف (1978-1983)
- عاموس يارون (1983-1985)
- ماتان فيلناي (يناير 1986 - 1989)
- ران غورين (1989-1992)
- يورام يائير (1992-1995)
- جدعون شيفر (1995-1998)
- يهودا سيغيف (1998-2001)
- جيل ريجيف (2001-2004)
- إليازار شترن (2004-2008)
- آفي زامير (2008-2011)
- أورنا باربيفاى (2011-2014)
- هاجاي توبولانسكي (2014–)